# Encentrum glaucum
Encentrum glaucum är en hjuldjursart som beskrevs av Wulfert 1936. Encentrum glaucum ingår i släktet Encentrum och familjen Dicranophoridae. Inga underarter finns listade i Catalogue of Life.